# Dục Đức
Kaiser Dục Đức (Hán tự: 育德; * 23. Februar 1852 in Huế; † 30. Juli 1883 ebenda) war der fünfte Kaiser der vietnamesischen Nguyễn-Dynastie. Am 20. Juli 1883 wurde er als Kaiser inthronisiert, doch nur drei Tage später erfolgte bereits seine Absetzung. Sein eigentlicher Name war Nguyễn Phúc Ưng Ái, auch Nguyễn Phúc Ưng Chân. Seiner kurzen Amtszeit wegen kam er nicht dazu, eine Ärabezeichnung zu wählen, eine Ära seines Namens gibt es daher nicht. Ersatzweise wird er in der Regel nach dem Namen seines Residenzpalastes als „(Kaiser) Dục Đức“ bezeichnet.

## Leben
Dục Đức war ein Sohn von Prinz Nguyễn Phúc Hồng Y und ein Neffe seines kinderlosen Vorgängers Tự Đức, von dem er im Alter von zwei Jahren adoptiert worden war. Als sein Vorgänger verstarb, befand sich Vietnam in einer Krise: Einerseits stand es unter dem Druck Frankreichs, andererseits unter dem der mächtigen Mandarine, die den Anspruch des Kaiserhauses auf Himmlischkeit aufrechterhalten wollten.
Dục Đức hatte sich bei vielen unbeliebt gemacht: Sein Umgang mit Spielern und Künstlern galt als untraditionell. Nicht einmal Tự Đức hatte ihn als Nachfolger gewünscht – dies ist allerdings umstritten. Doch Thiệu Trịs Witwe Tự Đứ und auch die Regenten Nguyễn Văn Tường (阮文祥; 1824–1886), Tôn Thất Thuyết (尊室説; 1839–1913) und Trần Tiễn Thành (1813 bis 30. November 1883) befürworteten seine Krönung.
Der genaue Ablauf der Ereignisse ist umstritten. Eine Variante ist die folgende: Bei der Verlesung des Testaments sollte Tự Đứcs Wunschkandidat, Kiến Phúc, verschwiegen werden. Als Dục Đức jedoch zu seiner Inthronisation am 20. Juli seine unkonventionellen Freunde einlud, erregte sich der Mandarin Tôn Thất Thuyết so sehr darüber, dass er das Testament vollständig verlas. Dies führte zu chaotischen Zuständen, so dass die Zeremonie abgebrochen wurde. Als Dục Đức zudem herausfand, dass der Regent Nguyễn Văn Tường mit der kaiserlichen Konkubine Học Phi ein Verhältnis hatte, wurde die Situation unhaltbar.
Dục Đức wurde daraufhin in einem kurzfristig angelegten Prozess vielerlei Taten schuldig gesprochen und am 23. Juli ins Gefängnis geworfen, wo er sieben Tage später verstarb, möglicherweise durch Verhungern.

## Legenden
Als Dục Đức starb, waren nur zwei Wächter vor Ort, die den Befehl bekamen, den Leichnam des verhungerten Kaisers wegzubringen und an einem unbestimmten Ort zu vergraben. Auf dem Weg dahin kippte der Sarg auf unerklärliche Weise vom Wagen. Da die Vietnamesen dieser Zeit sehr abergläubisch waren, sollen die Wächter davon ausgegangen sein, dass dies der Wille des Kaisers war, und ihn an dieser Stelle vergraben haben.
Einer daran anknüpfenden Legende nach verhungerte später ein Bettler an der Stelle dieses Grabes, deshalb vergruben ihn die Zeugen neben dem Grab des ebenfalls verhungerten Kaisers. Nach einigen Jahren fand der Sohn von Dục Đức, der spätere Kaiser Thành Thái, das Grab seines Vaters – jedoch mit zwei Skeletten. Da er nicht bestimmen konnte, welches Skelett das seines Vaters war, nahm er beide mit nach Huế und bestattete sie nebeneinander in der für seinen Vater gebauten Grabstätte An Lăng.

## Familie
Dục Đức war verheiratet mit Phan Thị Điểu (8. September 1855 bis 27. Dezember 1906), die den Titel Từ Minh Hoàng Hậu erhielt. Er hatte elf Söhne, von denen nur vier das Kindesalter überlebten (der Titel „Công“ entspricht etwa „Prinz“):
- der 7. Sohn, (Công) Bửu Lân (1879–1955), der spätere Kaiser Thành Thái;
- der 9. Sohn, (Công) Bửu Thiện, Titel: Tuyên Hoà Vương;
- der 10. Sohn, (Công) Bửu Liêm, Titel: Hoài An Vương;
- der 11. Sohn, (Công) Bửu Lộc (1885[?]–1902), Mỹ Hoá Quận Công (etwa: Herzog von Mỹ Hoá);

sowie zwei Töchter (der Titel „Công chúa“ entspricht etwa „Prinzessin“):
- (Công chúa) Mỹ Lương (* 1872);
- (Công chúa) Tân Phong (* 1883).